# Central Park (хмарочос)
Central Park  — хмарочос в Перті, Австралія. Висота 51-поверхового хмарочосу становить 226 метрів, з урахуванням антени 249 метрів, він є найвищим будинком Перту. Будівництво було розпочато в 1988 і завершено в 1992 році.
В нижній частині хмарочосу розташований парк, на честь котрого він і отримав назву.